# The Adicts
The Adicts je anglická punkrocková hudební skupina pocházející ze Ipswichu (Anglie). Ve stále stejné sestavě hraje již od roku 1976. Za svoji image si zvolili známý Kubrickův film Mechanický pomeranč. Chodí v bílých riflích, bílých košilích s krátkými rukávy, na hlavě mají černé buřinky a na nohou černé kanady (až na zpěváka, ten chodí nalíčený a nosí divoké oblečení).

## Sestava
- Keith Monkey Warren – vokály.
- Mel Ellis – basa
- Pete Dee Davison – kytara
- Michael Kid Dee Davison – bubny
- John Scruff Ellis (Melův bratr) – kytara
- Dan Gratziani – housle

## O skupině
The Adicts začínali roku 1976 pod názvem The Pinz & The Afterbirds. Brzy se přejmenovali na The Adicts. Poté se dočasně přejmenovali na Fun Adicts a ADX. Své debutové album vydali v roce 1981, jmenovalo se Songs of Praise a bylo na něm 12 skladeb.
V roce 2004 vyšlo album Rollercoaster 2004, které obsahuje 12 skladeb, obohacených o klávesy a počítačové zvuky.
Jejich styl není klasický punk-rock. Skupina koncertovala u příležitosti 30. výročí svého založení 17. srpna 2006 na letním hudebním festivalu Hodokvas v Piešťanech na Slovensku a 21. srpna 2010 na punkovém festivalu Pod parou v Moravské Třebové.

## Diskografie

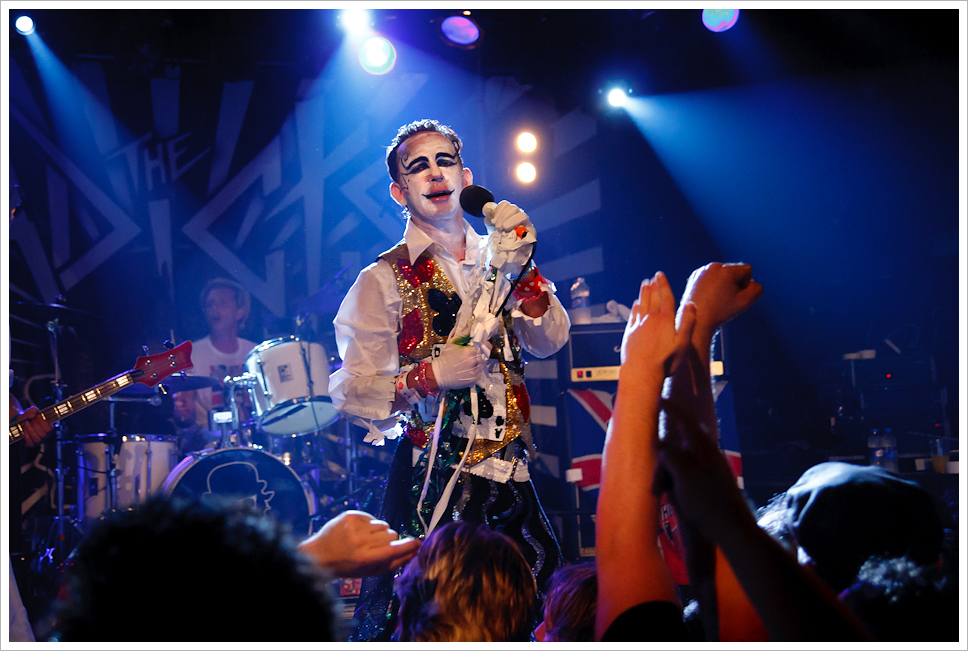
Adicts 2011 SO36

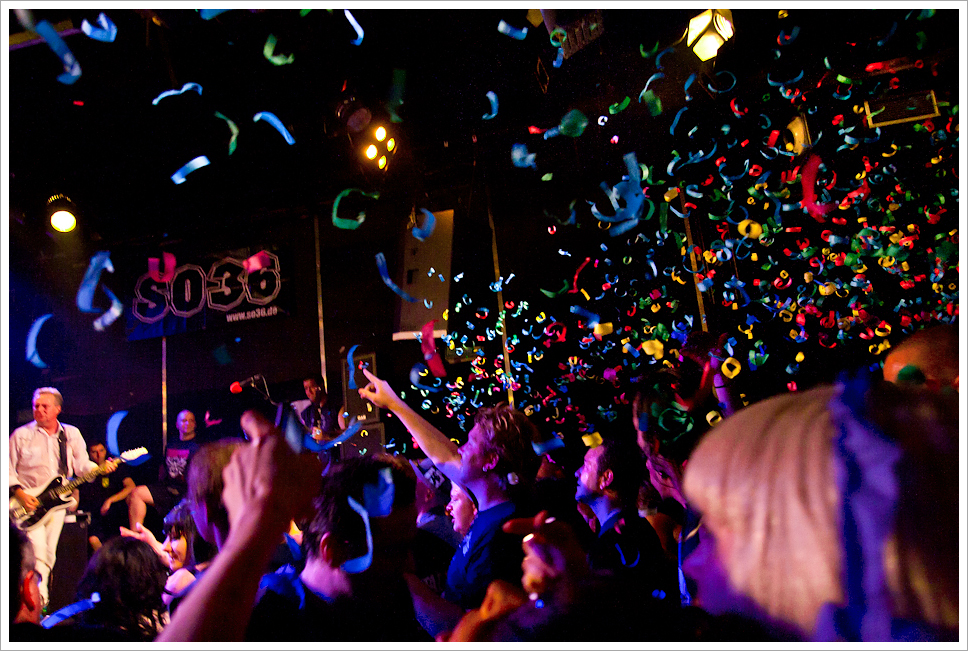
Adicts 2011 SO36

### Studiová alba
| Jméno                | Rok vydání | Vydavatelství  |
| -------------------- | ---------- | -------------- |
| Songs of Praise      | 1981       | Fall Out       |
| Sound of Music       | 1982       | Razor Records  |
| Smart Alex           | 1985       | Cleopatra      |
| Fifth Overture       | 1986       | Captain Oi!    |
| Twenty Seven         | 1993       | Anagram Punk   |
| Rise and Shine       | 2002       | Captain Oi!    |
| Rollercoaster        | 2005       | SOS Records    |
| Life goes on         | 2009       | SOS Records    |
| All the Young Droogs | 2012       | DC-Jam Records |
| And It Was So!       | 2017       | Nuclear Blast  |

### Kompilace
| Jméno                                                                                   | Rok vydání | Vydavatelství            |
| This Is Your Life                                                                       | 1984       | Fallout Records          |
| Totally Adicted                                                                         | 1992       | Dojo                     |
| The Complete Adicts Singles Collection (Re-released as The Complete Singles Collection) | 1994       | Anagram Records          |
| The Best of The Adicts (Re-released by Anagram in 1998 as The Very Best of The Adicts)  | 1996       | Dojo                     |
| The Collection (Sound of Music and Smart Alex with bonus tracks)                        | 1997       | Taang! Records           |
| Ultimate Adiction - The Best Of                                                         | 1997       | Cleopatra Records        |
| Joker in the Pack                                                                       | 1999       | Harry May Record Company |
| Made in England                                                                         | 2005       | SOS Records              |
| Clockwork Punks: The Collection                                                         | 2005       | Anarchy Music            |